# Heilige-Familiekapel (Baarlo)

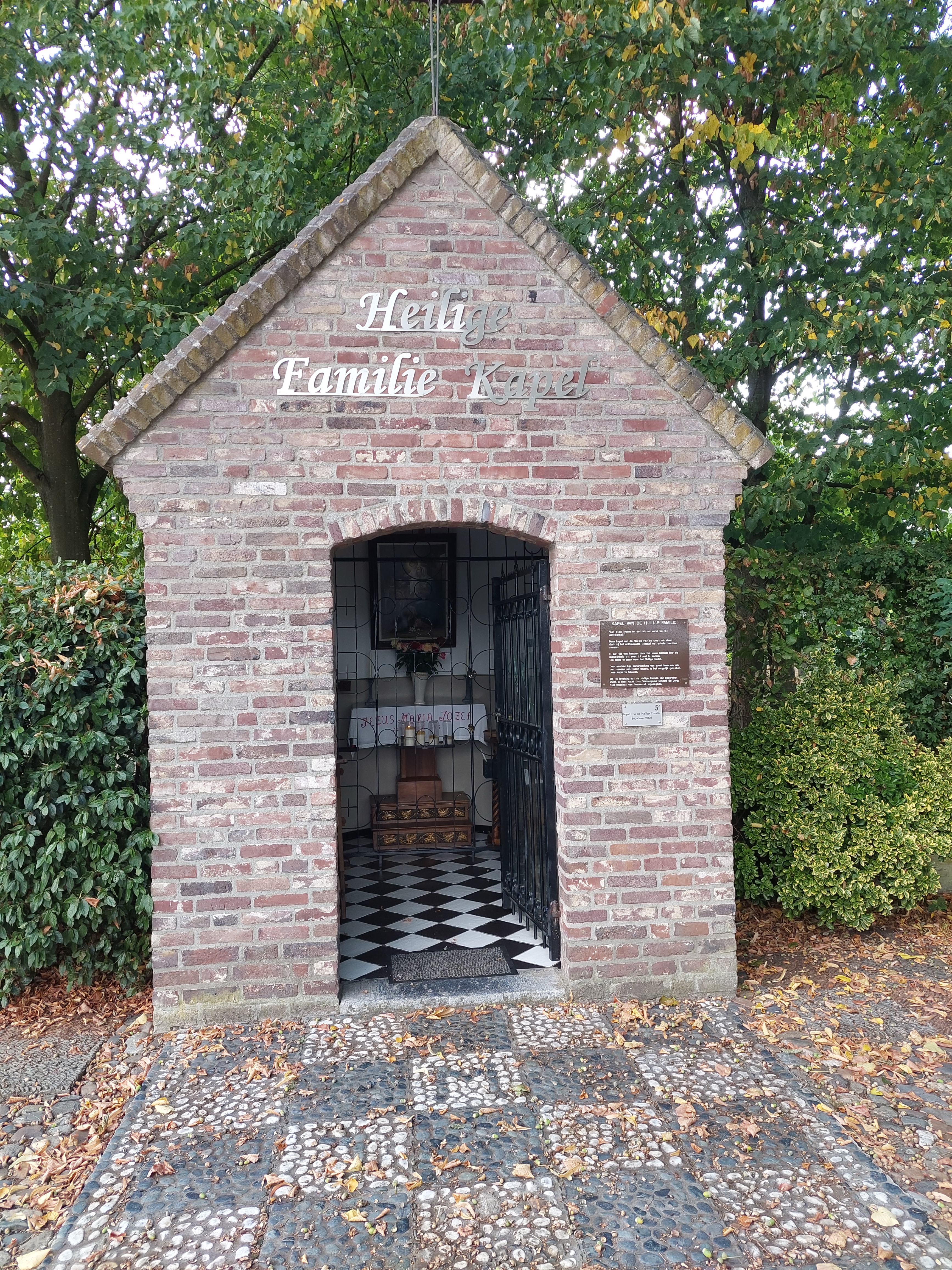
Heilige-Familiekapel (Baarlo)

De Heilige-Familiekapel is een kapel in Baarlo in de Nederlandse gemeente Peel en Maas. De kapel staat aan de Napoleonsbaan Zuid op zo'n 50 meter ten zuidoosten van Kasteel De Raay, aan de zuidwest rand van het dorp.
Aan het andere uiteinde van het dorp staat aan de Napoleonsbaan de Heilig-Hartkapel.
De kapel is gewijd aan de Heilige Familie.

## Geschiedenis
In 2001 werd de kapel gebouwd. Op 29 december 2001 werd de kapel ingezegend door Mrg. de Jong.

## Gebouw
De in veldbrandsteen opgetrokken kapel heeft een ronde koorsluiting en wordt gedekt door een zadeldak met leien. In de beide zijgevels bevindt zich een halfrond raam met glas-in-lood in zonmotief. De frontgevel is een puntgevel met verbrede aanzet en op de top staat een metalen kruis. In de frontgevel bevindt zich de segmentboogvormige toegang van de kapel die wordt afgesloten met een traliehek. De bestrating voor de kapel heeft een donker-licht vierkantspatroon waarin de letters J, M en J verwerkt zijn die staan voor de leden van de Heilige Familie: Jezus, Maria en Jozef.
Van binnen is de kapel bepleisterd en achter een siertraliewerk bevindt zich aan de achterwand het altaar. Boven het altaar is aan de achterwand een schilderij opgehangen dat de Heilige Familie toont.